# دنیاگیری کووید-۱۹ در ژاپن
دنیاگیری کووید-۱۹ در ژاپن بخشی از دنیاگیری بیماری کروناویروس ۲۰۱۹ در جهان است. اولین مورد تأیید شده در ژاپن در ۱۶ ژانویه ۲۰۲۰ در استان کاناگاوا اعلام شد.